# Championnats d'Europe de course en ligne de canoë-kayak 2022
Navigation
Poznań 2021 Cracovie 2023
Les Championnats d'Europe de course en ligne de canoë-kayak 2022, trente-deuxième édition des Championnats d'Europe de course en ligne de canoë-kayak, ont lieu du 18 au 21 août 2022 à Munich, en Allemagne. Les épreuves se tiennent au parcours de régate d'Oberschleißheim.
La compétition fait partie des Championnats sportifs européens 2022.

## Résultats

### Hommes
| Épreuves   | Or                                                                      | Or              | Argent                                                                            | Argent          | Bronze                                                                               | Bronze          |
| ---------- | ----------------------------------------------------------------------- | --------------- | --------------------------------------------------------------------------------- | --------------- | ------------------------------------------------------------------------------------ | --------------- |
| C-1 200 m  | Henrikas Žustautas (LTU)                                                | 39 s 832        | Pablo Graña (ESP)                                                                 | 39 s 894        | Oleksii Koliadych (POL)                                                              | 40 s 166        |
| C-1 500 m  | Martin Fuksa (CZE)                                                      | 1 min 47 s 183  | Serghei Tarnovschi (MDA)                                                          | 1 min 48 s 160  | Cătălin Chirilă (ROU)                                                                | 1 min 48 s 364  |
| C-1 1000 m | Cătălin Chirilă (ROU)                                                   | 3 min 49 s 681  | Martin Fuksa (CZE)                                                                | 3 min 50 s 032  | Carlo Tacchini (ITA)                                                                 | 3 min 51 s 637  |
| C-1 5000 m | Sebastian Brendel (GER)                                                 | 22 min 50 s 803 | Balázs Adolf (HUN)                                                                | 22 min 52 s 684 | Carlo Tacchini (ITA)                                                                 | 23 min 13 s 346 |
| C-2 200 m  | Pologne Aleksander Kitewski Arsen Śliwiński                             | 36 s 919        | Espagne Antoni Segura Alfonso Benavides Lituanie Henrikas Žustautas Vadim Korobov | 37 s 592        | Non attribuée                                                                        |                 |
| C-2 500 m  | Espagne Joan Antoni Moreno Adrian Sieiro                                | 1 min 44 s 822  | Pologne Wiktor Głazunow Tomasz Barniak                                            | 1 min 45 s 499  | Allemagne Sebastian Brendel Tim Hecker                                               | 1 min 45 s 510  |
| C-2 1000 m | Allemagne Sebastian Brendel Tim Hecker                                  | 3 min 32 s 896  | Italie Nicolae Craciun Daniele Santini                                            | 3 min 34 s 317  | Hongrie Balázs Adolf Dániel Fejes                                                    | 3 min 34 s 585  |
| K-1 200 m  | Kevin Santos (POR)                                                      | 36 s 975        | Roberts Akmens (LAT)                                                              | 37 s 028        | Petter Menning (SWE)                                                                 | 37 s 055        |
| K-1 500 m  | Jacob Schopf (GER)                                                      | 1 min 38 s 012  | Ádám Varga (HUN)                                                                  | 1 min 38 s 237  | Fernando Pimenta (POR)                                                               | 1 min 38 s 803  |
| K-1 1000 m | Bálint Kopasz (HUN)                                                     | 3 min 29 s 898  | Fernando Pimenta (POR)                                                            | 3 min 31 s 964  | Artuur Peters (BEL)                                                                  | 3 min 32 s 401  |
| K-1 5000 m | Fernando Pimenta (POR)                                                  | 20 min 14 s 447 | Walter Bouzán (ESP)                                                               | 20 min 17 s 659 | Rafał Rosolski (POL)                                                                 | 20 min 44 s 717 |
| K-2 200 m  | Italie Manfredi Rizza Andrea Di Liberto                                 | 31 s 662        | Pologne Jakub Stepun Bartosz Grabowski                                            | 31 s 673        | Lituanie Artūras Seja Ignas Navakauskas                                              | 31 s 678        |
| K-2 500 m  | Hongrie Bence Nádas Bálint Kopasz                                       | 1 min 31 s 141  | Allemagne Felix Frank Moritz Florstedt                                            | 1 min 31 s 434  | Lituanie Mindaugas Maldonis Andrej Olijnik                                           | 1 min 32 s 210  |
| K-2 1000 m | Allemagne Martin Hiller Tamás Grossmann                                 | 3 min 13 s 812  | Espagne Francisco Cubelos Iñigo Peña                                              | 3 min 14 s 505  | Italie Samuele Burgo Andrea Schera                                                   | 3 min 15 s 062  |
| K-4 500 m  | Allemagne Max Rendschmidt Tom Liebscher Jacob Schopf Max Lemke          | 1 min 20 s 282  | Slovaquie Samuel Baláž Denis Myšák Csaba Zalka Adam Botek                         | 1 min 20 s 877  | France Guillaume Burger Maxime Beaumont Quilian Koch Guillaume Le Floch Decorchemont | 1 min 20 s 902  |
| K-4 1000 m | Allemagne Tobias-Pascal Schultz Tom Liebscher Martin Hiller Felix Frank | 2 min 53 s 174  | Espagne Francisco Cubelos Roi Rodríguez Pedro Vázquez Iñigo Peña                  | 2 min 53 s 627  | Hongrie Mark Mizser Kornél Béké Csaba Erdőssy Tamás Erdélyi                          | 2 min 55 s 748  |

### Femmes
| Épreuves   | Or                                                                | Or              | Argent                                                                        | Argent          | Bronze                                                      | Bronze          |
| ---------- | ----------------------------------------------------------------- | --------------- | ----------------------------------------------------------------------------- | --------------- | ----------------------------------------------------------- | --------------- |
| C-1 200 m  | Antía Jácome (ESP)                                                | 48 s 642        | Liudmyla Luzan (UKR)                                                          | 49 s 271        | Vanesa Tot (CRO)                                            | 49 s 489        |
| C-1 500 m  | María Corbera (ESP)                                               | 2 min 03 s 586  | Liudmyla Luzan (UKR)                                                          | 2 min 05 s 096  | Vanesa Tot (CRO)                                            | 2 min 06 s 682  |
| C-1 5000 m | María Corbera (ESP)                                               | 25 min 46 s 953 | Annika Loske (GER)                                                            | 26 min 42 s 746 | Liudmyla Babak (UKR)                                        | 26 min 48 s 788 |
| C-2 200 m  | Hongrie Giada Bragato Bianka Nagy                                 | 44 s 066        | Espagne Antía Jácome María Corbera                                            | 44 s 118        | Allemagne Lisa Jahn Sophie Koch                             | 44 s 879        |
| C-2 500 m  | Ukraine Liudmyla Luzan Anastasiia Chetverikova                    | 1 min 57 s 672  | Hongrie Giada Bragato Bianka Nagy                                             | 1 min 58 s 924  | Pologne Sylvia Szczerbinska Julia Walczak                   | 1 min 59 s 572  |
| K-1 200 m  | Emma Jørgensen (DEN)                                              | 39 s 848        | Anja Ostemann (SVN)                                                           | 40 s 061        | Marta Walczykiewicz (POL)                                   | 40 s 134        |
| K-1 500 m  | Anna Puławska (POL)                                               | 1 min 53 s 881  | Eszter Rendessy (HUN)                                                         | 1 min 54 s 981  | Emma Jørgensen (DEN)                                        | 1 min 55 s 206  |
| K-1 1000 m | Noémi Pupp (HUN)                                                  | 4 min 00 s 276  | Justyna Iskrzycka (POL)                                                       | 4 min 00 s 542  | Isabel Contreras (ESP)                                      | 4 min 01 s 419  |
| K-1 5000 m | Emese Kőhalmi (HUN)                                               | 22 min 54 s 862 | Susanna Cicali (ITA)                                                          | 22 min 55 s 712 | Eva Barrios (ESP)                                           | 22 min 55 s 775 |
| K-2 200 m  | Hongrie Blanka Kiss Anna Lucz                                     | 37 s 352        | Pologne Katarzyna Kołodziejczyk Dominika Putto                                | 37 s 568        | Allemagne Jule Hake Paulina Paszek                          | 38 s 690        |
| K-2 500 m  | Pologne Karolina Naja Anna Pulawska                               | 1 min 41 s 418  | Belgique Hermien Peters Lize Broekx                                           | 1 min 42 s 230  | Allemagne Paulina Paszek Jule Hake                          | 1 min 42 s 702  |
| K-2 1000 m | Hongrie Emese Kőhalmi Eszter Rendessy                             | 3 min 33 s 942  | Pologne Justyna Iskrzycka Katarzyna Kołodziejczyk                             | 3 min 34 s 606  | Espagne Laia Pèlachs Begoña Lazkano                         | 3 min 36 s 942  |
| K-4 500 m  | Pologne Karolina Naja Anna Puławska Adrianna Kakol Dominika Putto | 1 min 35 s 251  | Danemark Frederikke Matthiesen Sara Milthers Pernille Knudsen Bolette Iversen | 1 min 37 s 709  | Hongrie Blanka Kiss Anna Lucz Zsóka Csikós Alida Dóra Gazsó | 1 min 37 s 752  |

### Paracanoë
| Épreuves   | Or                        | Or             | Argent                     | Argent         | Bronze                        | Bronze         |
| ---------- | ------------------------- | -------------- | -------------------------- | -------------- | ----------------------------- | -------------- |
| KL1 hommes | Péter Pál Kiss (HUN)      | 46 s 400       | Esteban Farias (ITA)       | 47 s 404       | Rémy Boullé (FRA)             | 48 s 066       |
| KL2 hommes | Federico Mancarella (ITA) | 41 s 729       | Mykola Syniuk (UKR)        | 42 s 224       | David Phillipson (GBR)        | 42 s 698       |
| KL3 hommes | Juan Antonio Valle (ESP)  | 40 s 939       | Mateusz Surwilo (POL)      | 41 s 466       | Jonathan Young (GBR)          | 42 s 006       |
| VL1 hommes | Alessio Bedin (ITA)       | 1 min 05 s 534 | Non attribuée              |                | Non attribuée                 |                |
| VL2 hommes | Tamás Juhász (HUN)        | 53 s 948       | Higinio Rivero (ESP)       | 55 s 159       | Norberto Mourão (POR)         | 55 s 472       |
| VL3 hommes | Jack Eyers (GBR)          | 47 s 214       | Vladyslav Yepifanov (UKR)  | 48 s 932       | Eddie Potdevin (FRA)          | 49 s 104       |
| KL1 femmes | Edina Müller (GER)        | 52 s 776       | Eleonora De Paolis (ITA)   | 54 s 371       | Maryna Mazhula (UKR)          | 54 s 659       |
| KL2 femmes | Emma Wiggs (GBR)          | 47 s 845       | Charlotte Henshaw (GBR)    | 49 s 887       | Katalin Varga (HUN)           | 50 s 826       |
| KL3 femmes | Laura Sugar (GBR)         | 47 s 443       | Nélia Barbosa (FRA)        | 47 s 784       | Hope Gordon (GBR)             | 48 s 264       |
| VL1 femmes | Lillemor Köper (GER)      | 1 min 20 s 886 | Esther Bode (GER)          | 1 min 22 s 677 | Karolina Bronowicz (POL)      | 1 min 30 s 762 |
| VL2 femmes | Emma Wiggs (GBR)          | 56 s 036       | Jeanette Chippington (GBR) | 1 min 01 s 034 | Katharina Bauernschmidt (GER) | 1 min 04 s 521 |
| VL3 femmes | Charlotte Henshaw (GBR)   | 57 s 020       | Hope Gordon (GBR)          | 57 s 190       | Natalia Lagutenko (UKR)       | 1 min 01 s 922 |